# Aurelio Pastori
Aurelio Pastori, poeta uruguayo, nace en Montevideo en 1943, y fallece en Colonia Valdense en 2017. 
Realizó estudios de Derecho y Lenguas Modernas en la Universidad de la República.
Vivió en el departamento del Flores -entre 1967 y 2000- dedicado a actividades agropecuarias.
La poesía de Pastori está llena de objetos cotidianos, de imágenes simples y comunes circulando en el silencio.

## Obra
- Los inesperados, 1993
- Bajo la ambigua luz, 1996
- Pasa sobre nosotros, Ediciones Aldebarán, Montevideo, 2001.
- Poesía Reunida, Editorial Vinciguerra, Buenos Aires, 2005.
- Asuntos personales, Editorial Vinciguerra, Buenos Aires, 2010.
- De las cosas del campo, Editorial Botella al Mar, Maldonado, 2010.